# Duntrune Castle

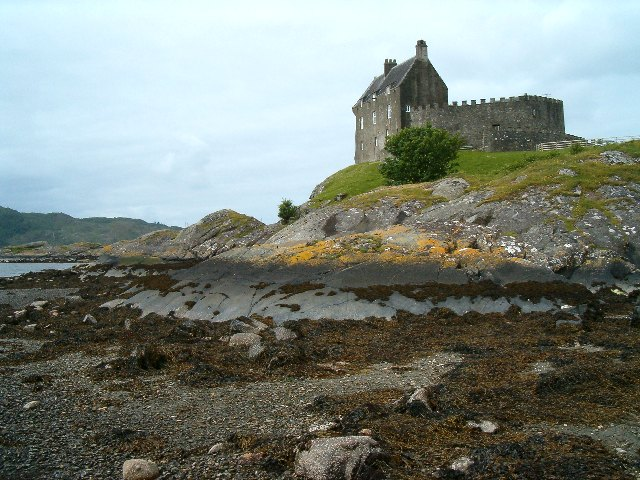
Duntrune Castle von Osten

Duntrune Castle ist eine Burg auf der Nordseite des Loch Crinan gegenüber dem Dorf Crinan in der schottischen Council Area Argyll and Bute. Es gilt als die älteste seit seiner Errichtung durchgehend bewohnte Burg auf dem schottischen Festland. Historic Scotland hat sie als historisches Bauwerk der Kategorie B gelistet. Ebenso ist das Tor entlang der Hauptzufahrt separat als Kategorie-B-Bauwerk geschützt. Die Außenanlagen wurden 1987 in das Inventory of Gardens and Designed Landscapes in Scotland aufgenommen.

## Geschichte
Der Clan MacDougall ließ Duntrune Castle im 12. Jahrhundert zusammen mit weiteren Burgen in der Gegend, z. B. Dunollie Castle bei Oban, erbauen. Später wurde die Burg vom Clan Campbell erobert. Im Jahre 1644 wurde die Burg vom rivalisierenden Clan MacDonald unter  Alasdair MacColla belagert. Die Campbells verkauften Duntrune Castle 1792 an die Malcolms of Poltalloch. Heute gehört die Burg Robin Neill Malcolm dem derzeitigen Clanchef der Malcolms.
Die Kurtine der Burg stammt aus dem 13. Jahrhundert, auch wenn das Torhaus, das den Hauptteil der Burg bildet, erst im 17. Jahrhundert errichtet wurde. Die Burg wurde 1954 renoviert.

## Der Dudelsackpfeifer von Duntrune
Der Geist eines handlosen Dudelsackpfeifers soll in der Burg umgehen. Laut einer Geschichte soll der Dudelsackpfeifer der MacDonalds als Spion in die Burg geschickt worden sein, wurde aber entdeckt. Er wurde eingesperrt, aber spielte auf seinem Dudelsack, um seinen Clan zu warnen, dass ihr „Überraschungs“-Angriff nun erwartet würde. Alasdair MacColla zog sich zurück und die Campbells schnitten die Hände des Dudelsackpfeifers ab.
Eine andere, ebenfalls wohlbekannte Geschichte lautet, dass die MacDonalds die Burg einnahmen. MacColla musste nach Hause zurückkehren und ließ eine kleine Garnison zur Verteidigung der Burg zurück, worunter sich sein persönlicher Dudelsackpfeifer befand. Während seiner Abwesenheit wurde die Burg von den Campbells zurückerobert und alle MacDonalds getötet, mit Ausnahme des Dudelsackpfeifers, der wegen seiner gesellschaftlichen Stellung verschont wurde. Nachdem die Campbells ihre Burg zurückerobert hatten, stellten sie den MacDonalds eine Falle: Als McColla zur Burg zurückkam, hörten er und seine Leute, wie erwartet, den Dudelsackpfeifer eine Willkommensmelodie von der Ringmauer der Burg spielen. Als das Schiff der MacDonalds näherkam, konnten diese die Melodie genauer erkennen und erkannten sie als Warnung. Das kleine Schiff drehte ab, und die Falle schnappte nicht zu. Um den Dudelsackpfeifer zu bestrafen, wurden seine Hände abgeschnitten, damit er nie wieder spielen könnte. Der Dudelsackpfeifer verblutete und starb an seinen Verletzungen.
Während einiger Renovierungen an der Burg gruben Arbeiter ein handloses, menschliches Skelett unter einem Steingang aus. Dessen Hände waren offenbar durch saubere Schnitte durch die Handgelenke abgetrennt worden. Man denkt, dass dieses Skelett das des Dudelsackpfeifers von Duntrune ist. Es gibt Beweise für eine episkopale Beerdigung; viele Highlander, die der royalistischen Sache dienten, waren damals episkopal. Die Campbells kämpften für die Kovenanter, die Presbyterianer waren.

## Im Film
Die Torsäulen der Skyfall Lodge, wo James Bond laut dem Film selben Namens seine Jugendjahre verbracht haben soll, wurden nach denen von Duntrune Castle gestaltet.